# Mathis Bolly
Mathis Gazoa Kippersund Bolly (* 14. listopadu 1990, Oslo, Norsko) je fotbalový záložník, v současnosti hráč klubu Fortuna Düsseldorf. Na mládežnické úrovni reprezentoval Norsko, na seniorské úrovni nastupuje ve fotbalové reprezentaci Pobřeží slonoviny.

## Klubová kariéra
V Norsku hrál v letech 2008–2012 v klubu Lillestrøm SK.
V lednu 2013 podepsal 3,5roční smlouvu s německým klubem Fortuna Düsseldorf.

## Reprezentační kariéra

### Norsko
V roce 2009 odehrál 3 zápasy za norský reprezentační výběr v kategorii do 19 let, branku nevstřelil.

### Pobřeží slonoviny
V A-mužstvu Pobřeží slonoviny debutoval 8. 6. 2013 v kvalifikačním zápase proti domácímu týmu Gambie (výhra 3:0).
Zúčastnil se Mistrovství světa 2014 v Brazílii, kde reprezentace Pobřeží slonoviny vypadla v základní skupině C.